# Výzkumný jaderný reaktor TRIGA

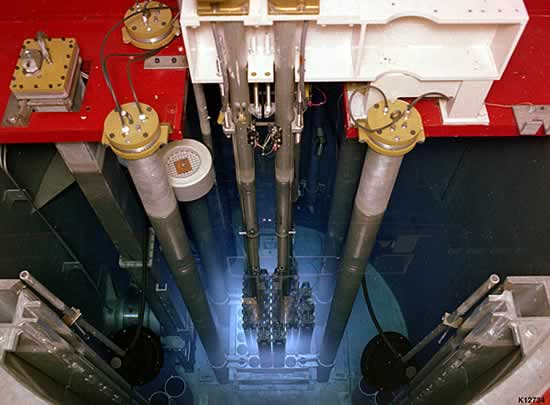
Aktivní zóna reaktoru TRIGA při demonstraci čerenkovova záření.

TRIGA je nejrozšířenější typ výzkumného jaderného reaktoru. Název reaktoru byl odvozen z jeho cílového využití a výrobce – Training, Research, Isotopes production, General Atomics (do českého jazyka tedy Výcvik, Výzkum, výroba Izotopů, General Atomics).

## Historie

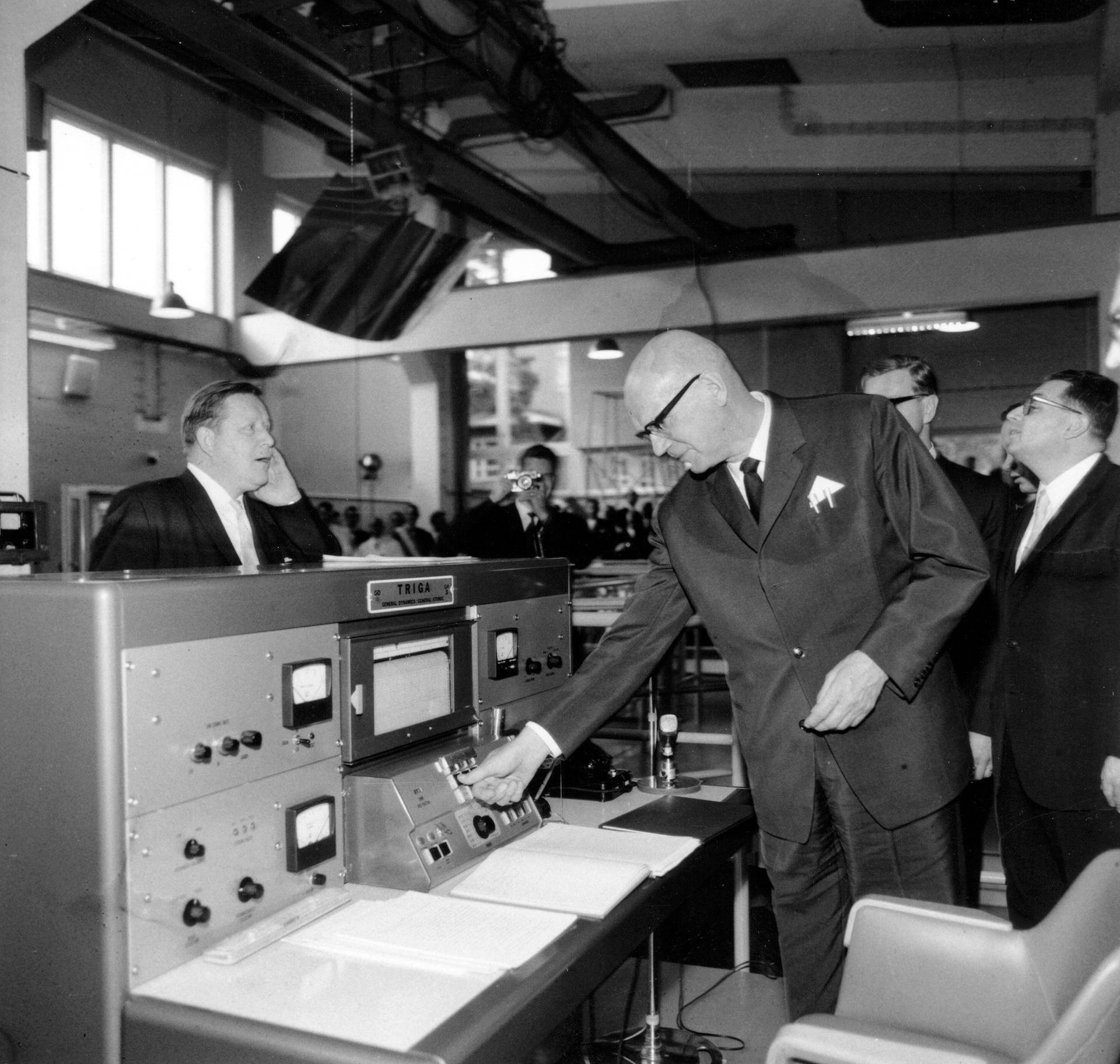
Spouštění TRIGA Mark II roku 1962 na Helsinské technické univerzitě tehdejším finským prezidentem Urho Kaleva Kekkonenem.

První TRIGA reaktor byl uveden do provozu v roce 1957 v americkém San Diegu a měl výkon 10 kW. V roce 1958 byl rozebrán a převezen na konferenci do Ženevy věnované mírovému využití jaderné energie. Po konferenci byl reaktor opět rozebrán a převezen zpět do San Diega, kde byl provozován až do roku 1997. Tato první vývojová řada reaktoru TRIGA byla pojmenovaná TRIGA Mark I. Dalšími vývojovými řadami jsou TRIGA Mark II a TRIGA Mark III .
TRIGA reaktorů se jen ve Spojených státech postavilo 33 jednotek a dalších 33 jednotek bylo postaveno ve 24 státech po celém světě. Mnohé z těchto staveb byly spuštěny na základě proslovu Atoms for peace (Atomy pro mír) tehdejšího prezidenta USA Dwightem D. Eisenhowerem v roce 1953, jehož cílem byla podpora a rozšíření jaderného výzkumu v zemích s americkým vlivem. K 12/2021 je v provozu 24 TRIGA reaktorů v 16 státech a sice v Bangladéši, Brazíli, Indonésii, Itálii, Japonsku, Malajsii, Mexiku, Maroku, Německu, Rakousku, Rumunsku, Slovinsku, Tchaj-wanu, Thajsku, Turecku a Spojených státech .

## Design
TRIGA je reaktor bazénového typu k jehož provozu nejsou nutné hermetické prostory a byl naprojektován za účelem výzkumu vědeckých institucí, vzdělávání  vysokoškolských studentů, soukromý výzkum, nedestruktivní testování a výrobě radioizotopů. Na některých reaktorech TRIGA došlo také k borové neutronové záchytové terapii, která slouží k zabránění šíření nádorů ve špatně přístupných oblastech (zejména mozek) . 
Výkon reaktorů se pohybuje v rozpětí 10 kW až 16 MW. Palivo je ve formě proutků tvořeno U-Zr-H (uran-zirkoniový hydrid) s obohacením 20 % nebo 70 % U-235. Tento typ paliva se vyznačuje velkou zápornou teplotní zpětnou vazbou, tedy pokud teplota paliva v aktivní zóně vzroste, reaktivita klesne a díky tomu i výkon reaktoru. Díky této vlastnosti jsou TRIGA reaktory schopné umožnit realizaci experimentů s vystřelením jedné z regulačních tyčí z aktivní zóny, kdy dojde k okamžitému prudkému zvýšení výkonu, tzv. pulzu. V tomto pulzu je možné dosáhnout výkonu až 22 000 MW .
Jako chladivo a moderátor je v TRIGA reaktorech použita demineralizovaná voda, jako reflektor demineralizovaná voda a grafit. Regulační tyče jsou vyrobeny z karbidu boru a v aktivní zóně jsou umístěny 4, z toho 3 standardní a jedna pulzní. Reaktorová nádoba je vyrobena z hliníku a umístěna v betonovém stínění .
TRIGA Mark I
Konstrukce reaktoru TRIGA Mark I je umístěna pod úrovní podlahy. Výkony jednotek se pohybují od 100 kW do 2 MW při standardním provozu, v pulzu dosahují výkony až 6400 MW. Bývá instalovaný do bazénu kruhového tvaru nebo obdélníkového tvaru pro lepší přístup a manipulaci. Aktivní zóna je chlazena přirozenou konvekcí. Při standardním provozu dosahuje hustota toku tepelných neutronů hodnot až 8x1013 cm−2s−1 a hustota toku rychlých neutronů 9,6x1013 cm−2s−1. Reaktor tohoto typu je umístěn od roku 1973 například v německém Hannoveru na vysoké škole lékařství, je však již trvale odstaven . 
TRIGA Mark II
Reaktory typu TRIGA Mark II jsou na rozdíl od TRIGA Mark I stavěny na úrovní podlahy reaktorové haly, lze tedy vidět celou konstrukci zařízení. Výkon se pohybuje od 250 kW do 2 MW při standardním provozu pro jednotky s přirozenou konvekcí. Jednotky s nucenou konvekcí dosahují výkonu při standardním provozu nominálního výkonu až 3 MW. Výkon v pulzu dosahuje až 6400 MW. Při standardním provozu dosahuje hustota toku tepelných neutronů hodnot až 8x1013 cm−2s−1 a hustota toku rychlých neutronů 9,6x1013 cm−2s−1. Díky odlišné konstrukci umožňují reaktory TRIGA Mark II větší škálu experimentů, než TRIGA Mark I. Mezi experimentální vybavení TRIGA Mark II patří 4 horizontální kanály a tepelná kolona. Reaktor tohoto typu je umístěn od roku 1962 například na Ministerstvu školství, vědy a výzkumu v rakouském hlavním městě Vídni a k 12/2021 byl stále v provozu .
- Horizontální kanály – jsou vývody z aktivní zóny. Mohou sloužit například k odebírání nebo vkládání vzorků z aktivní zóny. Průměr kanálů je 15 cm. Dva kanály jsou radiální (jsou nasměrovány přímo do středu zóny), jeden tangenciální (není nasměrován do středu zóny) a jeden proniká reflektorem až na okraj zóny.
- Tepelná kolona – je tvořená z grafitu a její rozměry jsou 1,2 x 1,2 x 1,65 m. Jedná se o prodloužení reflektoru skrz betonové stínění. Tato konstrukce umožňuje poskytnutí převážně termalizovaných neutronů vhodných pro fyzikální výzkumy nebo biologické ozařování  [3].

TRIGA Mark III
Reaktory TRIGA Mark III jsou stejně jako TRIGA Mark II umístěny nad úrovní reaktorové haly, ale mají navíc pohyblivou aktivní zónu. Výkon se při standardním provozu pohybuje od 1 MW do 2 MW v případě chlazení přirozenou konvekcí, pro nucenou konvekci dosahuje nominální výkon až 3 MW. V pulzním režimu dosahuje výkon hodnoty 6400 MW. Při standardním provozu dosahuje hustota toku tepelných neutronů hodnot až 6,6x1013 cm−2s−1 a hustota toku rychlých neutronů 6,2x1013 cm−2s−1. TRIGA Mark III je nejuniverzálnějším modelem TRIGA. Jeho konstrukce je možná i pod úroveň podlahy haly (ačkoli není tato varianta častá). Aktivní zóna je pohyblivá a je možné ji jako celek přesunout na konec bazénu pro účely experimentů probíhajících v přilehlé suché ozařovací komoře nebo na opačný konec bazénu pro experimenty s tepelnou kolonou a horizontálními kanály. Reaktorová nádoba je přibližně 7,5 m dlouhá, 7,5 m hluboká a 3 m široká. Reaktor tohoto typu je např. umístěn na Národním ústavu pro jaderný výzkum v mexickém hlavním městě Ciudad de México, a to od roku 1968, a je stále v provozu (12/2021) .
- Ozařovací komora – komora je umístěna na úrovni dna konstrukce reaktoru. Její rozměry jsou 3 m x 3,6 m x 2,9 m a je proto vhodná i pro experimenty větších rozměrů. Přístup do komory je zajištěn několika kanály (průměr 15 cm) nebo motorem poháněnými betonovými dveřmi [3].

Mimo výše uvedených typů reaktoru TRIGA existují další, jejichž zastoupení je však znatelně menší. Jeden ze zástupců této kategorie je například typ ACPR, který má dvě aktivní zóny. Reaktory tohoto typu se po světě postavily celkem 3 – jeden v americkém Novém Mexiku, další v japonské Tokaimuře a poslední v rumunském Pitești .